# To co dobre
To co dobre – siódmy długogrający album polskiego wokalisty Andrzeja Piasecznego, wydany 23 stycznia 2012 roku przez wytwórnię płytową Sony Music Entertainment Poland. Wydawnictwo zawiera 10 premierowych piosenek, a jego pierwszym promującym singlem został utwór „To co dobre, to co lepsze”, do którego nakręcono teledysk w reżyserii Dariusza Szermanowicza. 
Album dotarł do 1. miejsca listy OLiS, uzyskując status platynowej płyty.

## Lista utworów
Opracowano na podstawie materiału źródłowego.
1. „To co dobre, to co lepsze” – 3:57
2. „Most na dnie serca” – 4:13
3. „Okruchy z jesieni” – 3:31
4. „O wiolonczelach” – 3:05
5. „Miłość nie chce czekać ani dnia” – 2:43
6. „Z dwojga ciał” – 4:03
7. „Wiatr w skrzydła” – 3:42
8. „Ten sam list” – 4:10
9. „Wielkie lśnienie” – 3:08
10. „W liniach życia” – 3:59